# Dingoo A-320
Dingoo A320 − przenośna konsola gier wideo, stworzona przez
chińską firmę z Shenzhen.

## Specyfikacja[1]
- Procesor Ingenic JZ4732 @  336 MHz (MIPS)
- Pamięć RAM 32MB
- Pamięć wewnętrzna 4GB
- Dodatkowy slot na karty MiniSD obsługujący karty MicroSD oraz MicroSDHC do 16 GB (poprzez adapter)
- Cyfrowy pad, 6 przycisków akcji, Przyciski Start i Select.
- Wbudowane głośniki Stereo, Wyjście słuchawkowe minijack 3.5mm oraz wyjście TV
- Obsługa USB 2.0 (2000-3000 kbps)
- Wyświetlacz 2,8", Rozdzielczość 320x240, Obsługa 16 milionów kolorów
- Wbudowana bateria Li-Ion o napięciu 3,7V i pojemności 1700 mAH (6.29WH). Do 8 godzin działania przy włączonym ekranie.
- Odtwarzane formaty wideo: RM, MP4, 3GP, AVI, ASF, MOV, FLV, MPEG
- Odtwarzane formaty audio: MP3, WMA, APE, FLAC, RA
- Wbudowany tuner FM (Pamięć 40 Stacji, brak RDS)
- Nagrywanie dźwięku przez wbudowany mikrofon w formacie WAV oraz MP3 (do 128 kbps)
- Wymiary 125mm x 55mm x 15mm
- Waga 110g

## Podstawowe funkcje

### Gry
Fabrycznie wgrane gry dostępne w języku angielskim.
- 7 Days Salvation
- Amiba's Candy
- Brick Breaker
- Decollation Warrior
- Dingoo Link'em Up
- Dingoo Snake
- Tetris
- Ultimate Drift

### Emulacja
Wbudowane emulatory 7 systemów:
- CPS-1
- CPS-2
- Game Boy Advance
- Neo Geo
- NES
- Sega Mega Drive
- SNES

Dodatkowo istnieje kilkanaście różnych emulatorów innych systemów rozwijanych przez niezależnych programistów:
- Atari 2600
- Atari 5200
- Atari 7800
- Atari Lynx
- Commodore 64
- Game Boy i Game Boy Color
- MSX (poprzez emulację GBA)
- Neo Geo Pocket
- PC Engine
- Sega Master System i Sega Game Gear
- Sega Mega Drive (także Mega CD)
- WonderSwan i WonderSwan Color
- Magnavox Odyssey 2
- ColecoVision
- Centipede i Millipede
- MAME
- Mikie
- Pac-man
- ZX Spectrum

### Wideo
- Odtwarzane formaty wideo: RMVB, RM, AVI, WMV, FLV, MPEG, MP4, ASF, MOV
- Wbudowane kodeki: WMV1, WMV3, WMV7, WMV8.1, WMV9, MP42, mp4v, DIV3, DivX, Xvid, MJPG, MPEG-1, MPEG-2

### Audio
- Odtwarzane formaty audio: MP3, WMA, APE, FLAC, WAV, AC3
- Equalizer.

### Pliki graficzne
- Odtwarzane formaty: JPG, BMP, GIF, PNG

### Czytnik e-booków
- Odczyt plików TXT
- Wsparcie dla odczytu tekstu w języku chińskim i angielskim
- Funkcja zakładek, automatycznego przewijania, zmiana czcionki.

### Radio
- Wbudowane Radio FM
- Zakres częstotliwości 76.0MHz - 108.0MHz, wyszukiwanie ręczne albo automatyczne, nagrywanie audycji radiowych, odtwarzanie w tle. Dwie listy (wewnętrzna i zewnętrzna do 40 stacji każda)

### Pozostałe
- Nagrywanie dźwięku (MP3, WAV)
- Obsługa plików Flash (wersja 6)
- Ochrona antywirusowa (UDisk)
- Interfejs USB 2.0: Wsparcie dla WIN2000/XP/VISTA/MAC
- Przeglądarka plików